# Medalia Gloria Artis
Medalia de Merit pentru Cultură - Gloria Artis (în poloneză Zasłużony Kulturze - Gloria Artis) sau medalia Gloria Artis, este o decorație de stat a Poloniei acordată de Ministerul Culturii și Patrimoniului Național al Republicii Polonia unor persoane și organizații pentru contribuții distincte sau pentru protejarea culturii poloneze și a patrimoniului național.
Există trei clase ale medaliei: de aur, argint și bronz, cu o panglică verde, albastră sau respectiv vinacee, toate cu dungi albe și roșii în centru. Acest premiu a fost instituit la 17 iunie 2005. ca înlocuitor al insignei onorifice „ Zasłużony Działacz Kultury”, ca parte a reformei generale în managementul culturii și educației. 

## Galerie
|                           |
| Ribbon of the Gold Medal. |

|                             |
| Ribbon of the Silver Medal. |

|                             |
| Ribbon of the Bronze Medal. |